# Enicophlebia hilara
Enicophlebia hilara är en bönsyrseart som beskrevs av Henri Saussure och Leo Zehntner 1895. Enicophlebia hilara ingår i släktet Enicophlebia och familjen Iridopterygidae. Inga underarter finns listade i Catalogue of Life.